# Flaga Gibraltaru

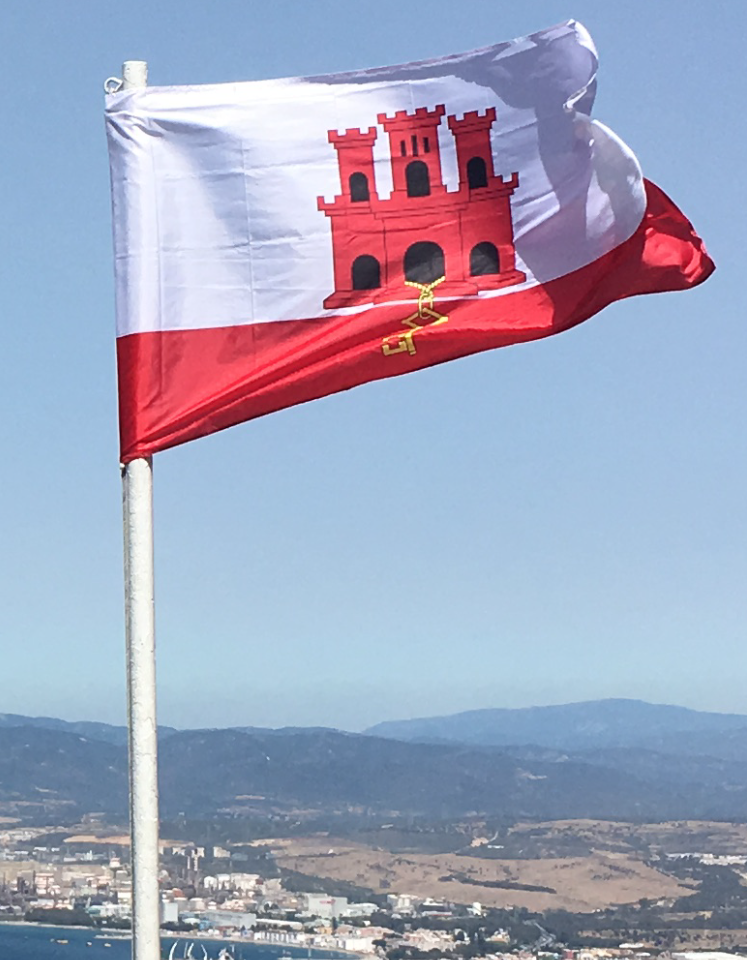
Flaga Gibraltaru powiewająca na szczycie Skały Gibraltarskiej

Flaga Gibraltaru jest prostokątna (stosunek boków 1:2), krótszym bokiem przy drzewcu; podzielona na dwa poziome pasy: górny, biały, jest dwa razy szerszy od dolnego, czerwonego. Pośrodku flagi, nad czerwonym pasem, umieszczona jest trzywieżowa ceglana (czerwona) twierdza ze zwisającym (już na tle czerwonego pasa) pod środkową wieżą złotym kluczem (tak, jak na herbie Gibraltaru).
Jest to flaga heraldyczna według herbu nadanego 10 lipca 1502 roku przez hiszpańskiego króla Ferdynanda II Aragońskiego i królową Izabelę I Kastylijską, potwierdzonego przez władze brytyjskie w 1936 roku. Zamek symbolizuje twierdzę w Gibraltarze. Flaga ostatecznie została wprowadzona w 1966 roku.

## Historyczne warianty flagi

### Bandera państwowa

Flaga rządowa z lat 1875–1921
Flaga rządowa z lat 1921–1939
Flaga rządowa z lat 1939–1999

### Flaga Gubernatora

Flaga gubernatora z lat 1875–1939
Flaga gubernatora z lat 1939–1982